# 牛久大佛
牛久大佛是位于日本茨城縣牛久市的一座大佛。為世界第三高的佛像，也是茨城縣最高的建築物。高120米（本体100m・台座20m）。正式名称為牛久阿弥陀大佛。建于1989年，是淨土真宗東本願寺派（本山：東京都台東區的淨土真宗東本願寺派本山東本願寺）的建物。根據當年的新聞報導，這座大佛是由台灣一家雕刻公司聖光雕塑所代為製造。大佛像的各部位在台灣鑄成後，再分批運往日本組裝。所使用的銅、鐵材料各為一千噸，總工程費高達兩千七百萬美元。

## 各部數值
- 總重量：4000t
- 左手寬度：18.0m
- 臉長：20.0m
- 眼長：2.5m
- 口長：4.0m
- 鼻長：1.2m
- 耳長：10.0m
- 食指：7.0m

## 內部解說
內部有許多展示設施，介紹歷史或佛教相關的知識。
- 1樓：光之世界（Infinite Light and Infinite Life）
  - 觀室：觀想淨土世界的空間（想像圖）。
- 2樓：知恩報德世界（World of Gratitude and Thanksfulness）
  - 念佛室：每週星期六、這裡有舉行「法話」：以抄寫佛經的方式對阿彌陀佛進行報思感謝，此室有77席抄經席。
- 3樓：蓮華藏世界（World of the Lotus Sanctuary）
  - 有約3300體的胎內佛圍繞著的金色世界。「蓮華藏世界」。
- 4、5樓：靈鷲山室（Room of Mt.Grdhrakuta）
  - 這是安置佛舍利（釋迦牟尼的遺骨），供人參拜的地方。此外，四方都有窗戶，可以看到東南西北的外景，「靈鷲山」是釋迦牟尼晚年講法的地方。

## 影視作品
牛久大佛在日本電影『下妻物語』（深田恭子、土屋安娜主演）與有出現過，兩作的製片都是小椋悟。
在神谷浩史、小野大輔主演的電影「DearGirl〜Stories〜THE MOVIE」中亦有出現。

## 關連項目
- 大佛

## 外部連結
- 牛久大佛
- 淨土真宗東本願寺派本山東本願寺 （页面存档备份，存于）
- 聖光雕塑
- 川田工業
- 牛久市觀光協會 牛久大佛 （页面存档备份，存于）
- 牛久大佛研究
- 牛久大佛介紹

| 紀錄                                | 紀錄                     | 紀錄                             |
| ----------------------------------- | ------------------------ | -------------------------------- |
| 前任者： 北海道大観音 88 m (289 ft) | 世界最高塑像 1995 – 2002 | 繼任者： 中原大佛 128 m (420 ft) |